# Jewgienij Małkin
Jewgienij Władimirowicz Małkin, ros. Евгений Влади́мирович Малкин (ur. 31 lipca 1986 w Magnitogorsku) – rosyjski hokeista, reprezentant Rosji, trzykrotny olimpijczyk.

## Kariera
- Mietałłurg 2 Magnitogorsk (2002-2004)
- Mietałłurg Magnitogorsk (2003-2006)
- Pittsburgh Penguins (2006-)
  -  Mietałłurg Magnitogorsk (2012-2013)

Wychowanek Mietałłurga Magnitogorsk. W drafcie NHL z 2004 został wybrany przez Pittsburgh Penguins z numerem 2. Od 2006 zawodnik tego klubu. W lipcu 2008 przedłużył kontrakt z klubem o pięć lat. Od września 2012 do stycznia 2013 na okres lokautu w sezonie NHL (2012/2013) związany kontraktem z macierzystym Mietałłurgiem Magnitogorsk. W czerwcu 2013 podpisał nową umowę z klubem Pittsburgh Penguins, obowiązującą od 2014 do 2022 i gwarantującą mu wynagrodzenie 76 mln dolarów.
W barwach Rosji uczestniczył w turniejach mistrzostw świata juniorów do lat 18 edycji 2003, 2004, mistrzostw świata juniorów do lat 20 edycji 2004, 2005, 2006, seniorskich mistrzostw świata 2005, 2006, 2007, 2010, 2012, 2014, 2015, 2019, zimowych igrzysk olimpijskich 2006, 2010, 2014, Pucharu Świata 2016.

## Statystyki

### Sezon zasadniczy i play-off
| 2003-04    | Mietałłurg Magnitogorsk | Superliga  | 34  | 3   | 9   | 12  | 12  | -   | -  | -  | -   | -   |
| 2004-05    | Mietałłurg Magnitogorsk | Superliga  | 52  | 12  | 20  | 32  | 24  | 5   | 0  | 4  | 4   | 0   |
| 2005-06    | Mietałłurg Magnitogorsk | Superliga  | 46  | 21  | 26  | 47  | 46  | 11  | 5  | 10 | 15  | 41  |
| 2006-07    | Pittsburgh Penguins     | NHL        | 78  | 33  | 52  | 85  | 80  | 5   | 0  | 4  | 4   | 8   |
| 2007-08    | Pittsburgh Penguins     | NHL        | 82  | 47  | 59  | 106 | 78  | 20  | 10 | 12 | 22  | 24  |
| 2008-09    | Pittsburgh Penguins     | NHL        | 82  | 35  | 78  | 113 | 80  | 24  | 14 | 22 | 36  | 51  |
| 2009-10    | Pittsburgh Penguins     | NHL        | 67  | 28  | 49  | 77  | 100 | 13  | 5  | 6  | 11  | 6   |
| 2010-11    | Pittsburgh Penguins     | NHL        | 43  | 15  | 22  | 37  | 18  | -   | -  | -  | -   | -   |
| 2011-12    | Pittsburgh Penguins     | NHL        | 75  | 50  | 59  | 109 | 70  | 6   | 3  | 5  | 8   | 6   |
| 2012-13    | Mietałłurg Magnitogorsk | KHL        | 37  | 23  | 42  | 65  | 58  | -   | -  | -  | -   | -   |
| 2012-13    | Pittsburgh Penguins     | NHL        | 31  | 9   | 24  | 33  | 36  | 15  | 4  | 12 | 16  | 26  |
| 2013-14    | Pittsburgh Penguins     | NHL        | 60  | 23  | 49  | 72  | 62  | 13  | 6  | 8  | 14  | 8   |
| 2014-15    | Pittsburgh Penguins     | NHL        | 69  | 28  | 42  | 70  | 60  | 5   | 0  | 0  | 0   | 0   |
| 2015-16    | Pittsburgh Penguins     | NHL        | 57  | 27  | 31  | 58  | 65  | -   | -  | -  | -   | -   |
| NHL ogółem | NHL ogółem              | NHL ogółem | 644 | 295 | 465 | 760 | 649 | 101 | 42 | 69 | 111 | 129 |

## Sukcesy

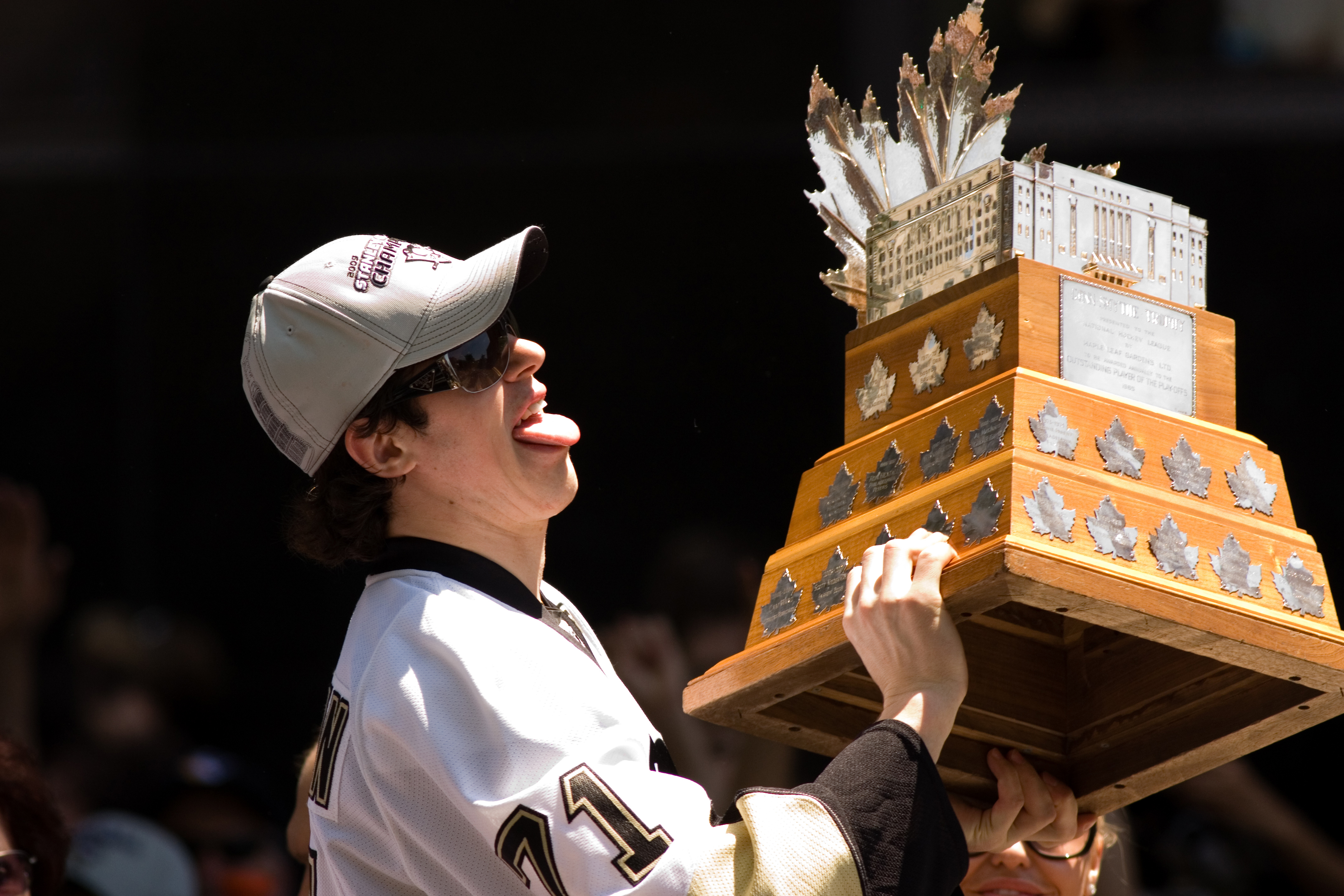
Jewgienij Małkin z trofeum Conn Smythe Trophy (2009)

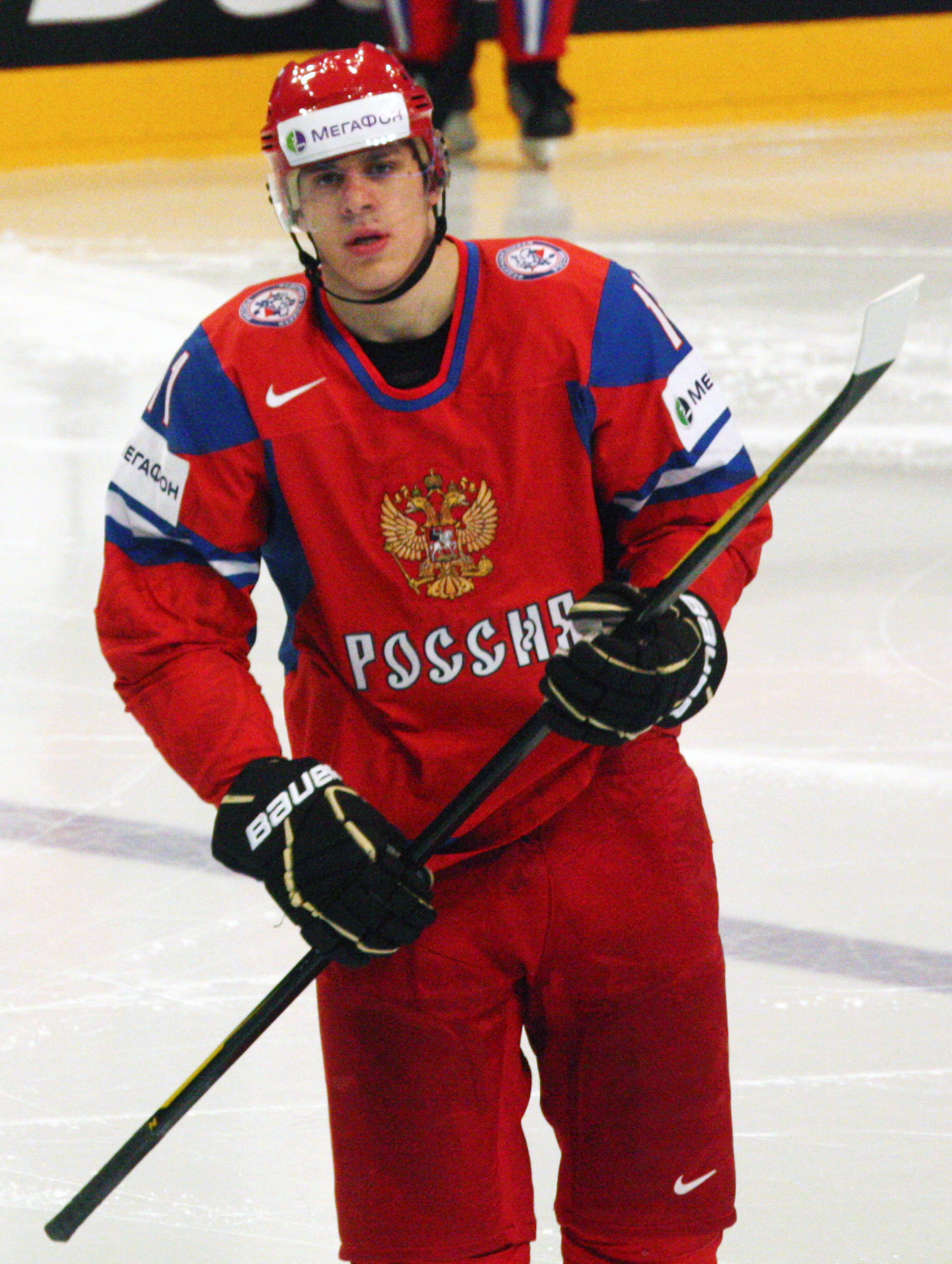
Jewgienij Małkin w barwach reprezentacji Rosji podczas MŚ (2012)

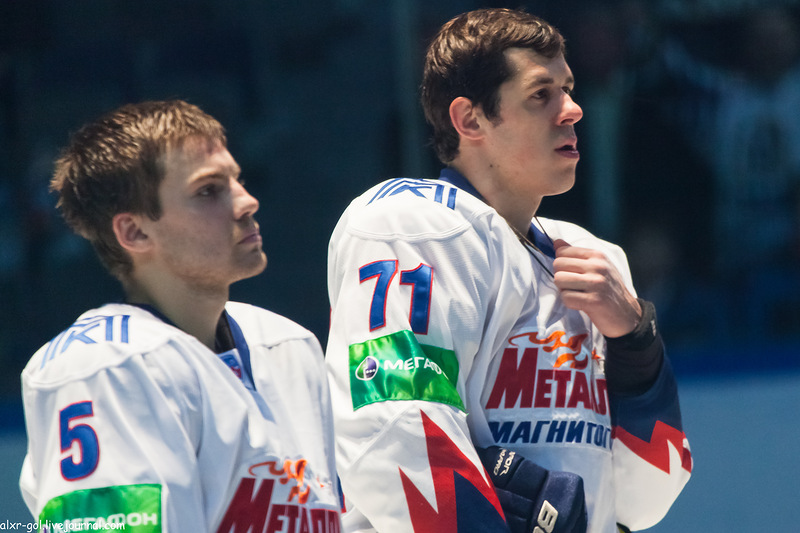
Jewgienij Małkin (z prawej) w barwach Mietałłurga Magnitogorsk (2012)

Reprezentacyjne
- Brązowy medal mistrzostw świata juniorów do lat 18: 2003
- Złoty medal mistrzostw świata juniorów do lat 18: 2004
- Srebrny medal mistrzostw świata juniorów do lat 20: 2005, 2006
- Brązowy medal mistrzostw świata: 2005, 2007, 2019
- Złoty medal mistrzostw świata: 2008, 2009, 2012, 2014
- Srebrny medal mistrzostw świata: 2010, 2015

Klubowe
- Puchar Stanleya: 2009, 2016, 2017 z Pittsburgh Penguins

Indywidualne
- Superliga rosyjska w hokeju na lodzie (2003/2004):
  - Nagroda dla najlepszego pierwszoroczniaka Superligi
- Superliga rosyjska w hokeju na lodzie (2005/2006):
  - Pierwsze miejsce w klasyfikacji +/-
  - Złoty Kask (przyznawany sześciu zawodnikom wybranym do składu gwiazd sezonu)
- Mistrzostwa świata juniorów do lat 18 w 2004:
  - Skład gwiazd turnieju
  - Najlepszy napastnik turnieju
- Mistrzostwa świata juniorów do lat 20 w 2006:
  - Skład gwiazd turnieju
  - Najlepszy napastnik turnieju
  - Najbardziej Wartościowy Zawodnik (MVP) turnieju
- NHL (2006/2007):
  - Najlepszy debiutant miesiąca - październik 2006, listopad 2006
  - NHL All-Rookie Team
  - Calder Memorial Trophy
  - NHL YoungStars Roster
- Mistrzostwa Świata w Hokeju na Lodzie 2007/Elita:
  - Skład gwiazd turnieju
- NHL (2007/2008):
  - NHL All-Star Game
  - Pierwszy skład gwiazd
- NHL (2008/2009):
  - NHL All-Star Game
  - Art Ross Memorial Trophy - pierwsze miejsce w klasyfikacji kanadyjskiej w sezonie zasadniczej: 113 punktów
  - Pierwsze miejsce w klasyfikacji asystentów w fazie play-off: 22 asysty
  - Pierwsze miejsce w klasyfikacji kanadyjskiej w fazie play-off: 36 punktów
  - Conn Smythe Trophy - najbardziej wartościowy zawodnik w fazie play-off
  - Pierwszy skład gwiazd
- Mistrzostwa Świata w Hokeju na Lodzie 2010/Elita:
  - Skład gwiazd turnieju
- NHL (2010/2011):
  - NHL All-Star Game (wybrany, nie zagrał)
- NHL (2011/2012):
  - NHL All-Star Game
  - Art Ross Memorial Trophy - pierwsze miejsce w klasyfikacji kanadyjskiej w sezonie zasadniczej: 109 punktów
  - Trofeum Harta - najbardziej wartościowy zawodnik w sezonie zasadniczym
  - Ted Lindsay Award - najlepszy zawodnik sezonu
  - Trofeum Charłamowa dla najlepszego rosyjskiego zawodnika sezonu w lidze NHL
- Mistrzostwa Świata w Hokeju na Lodzie 2012/Elita:
  - Pierwsze miejsce w klasyfikacji strzelców turnieju: 11 goli
  - Pierwsze miejsce w klasyfikacji kanadyjskiej turnieju: 19 punktów
  - Pierwsze miejsce w klasyfikacji +/- turnieju: +16 (ex aequo)
  - Pierwsze miejsce w klasyfikacji zwycięskich goli: 2 (ex aequo)
  - Jeden z trzech najlepszych zawodników reprezentacji
  - Skład gwiazd turnieju (wybrany w głosowaniu dziennikarzy)
  - Najlepszy napastnik turnieju (wybór dyrektoriatu turnieju)
  - Najbardziej Wartościowy Gracz turnieju
- KHL (2012/2013), rozegrał 37 meczów z 52 w rundzie zasadniczej:
  - Najlepszy napastnik miesiąca - grudzień 2012
  - Najlepszy zawodnik miesiąca - grudzień 2012
  - Mecz Gwiazd KHL (wybrany, nie wystąpił z powodu zakończenia lokautu - powrotu do NHL)[5]
  - Piąte miejsce w klasyfikacji strzelców w sezonie zasadniczym: 23 gole
  - Drugie miejsce w klasyfikacji asystentów w sezonie zasadniczym: 42 asysty
  - Trzecie miejsce w punktacji kanadyjskiej w sezonie zasadniczym: 65 punktów
  - Piąte miejsce w klasyfikacji +/- w sezonie zasadniczym: +23
  - Nagroda Najlepsza Trójka dla tercetu najskuteczniejszych strzelców ligi (oraz Nikołaj Kulomin i Siergiej Moziakin) - łącznie 40 goli
  - Najskuteczniejszy zawodnik z klubów NHL podczas lokautu 2012/2013
- NHL (2013/2014):
  - Druga gwiazda miesiąca - listopad 2013
- Mistrzostwa Świata w Hokeju na Lodzie 2014/Elita:
  - Jeden z trzech najlepszych zawodników reprezentacji na turnieju[6]
- NHL (2016/2017):
  - Trofeum Charłamowa dla najlepszego rosyjskiego zawodnika sezonu na świecie

Wyróżnienie
- Zasłużony Mistrz Sportu Rosji w hokeju na lodzie: 2012

Odznaczenie
- Order Honoru (2014)[7]